# Upplands runinskrifter 454
Upplands runinskrifter 454 är en vikingatida runsten av granit i Kumla, Odensala socken och Sigtuna kommun. Runstenen är 1,5 meter hög och 0,8 meter bred. Runhöjden är 7-9 centimeter. Bredvid U 454 står U 453 som också ristats av Visäte och också är rest av Torkel och Gisl.

## Inskriften
Translitterering av runraden:
þ--kl + auk + kisl + lata + risa ' þina + stin · eftʀ · bruþur · sin sty(r)biun × auk sefari uiseti hiuk
Normalisering till runsvenska:
Þ[or]kell ok Gisl lata ræisa þenna stæin æftiʀ broður sinn Styrbiorn, ok Sæfari. Viseti hiogg.
Översättning till nusvenska:
Torkel och Gisl låta resa denna sten efter sin broder Styrbjörn, och Säfare. Visäte högg.